# Girona (metrostation)
Girona is een metrostation van de metro van Barcelona en wordt aangedaan door lijn 4. 
Het station ligt in het district Eixample en ligt onder carrer del Consell de Cent. Het heeft een enkele vestibule, boven het middelste gedeelte van het station. De beide richtingen worden gescheiden door een muur. 
Het station is geopend in 1973 tijdens de uitbreiding van deze lijn tussen Joanic en Jaume I. Dankzij deze uitbreiding wordt lijn IV een zelfstandige lijn, onafhankelijk van lijn III. Het station heeft dan nog de Castiliaanse naam Gerona. In 1982 krijgen de lijnen Arabische cijfers en de stations Catalaanse namen, sindsdien heeft het station zijn huidige naam. 